# Wildflecken
Wildflecken là một đô thị nằm ở huyện Bad Kissingen, thuộc bang Bayern, Đức.